# Batka István-szobor

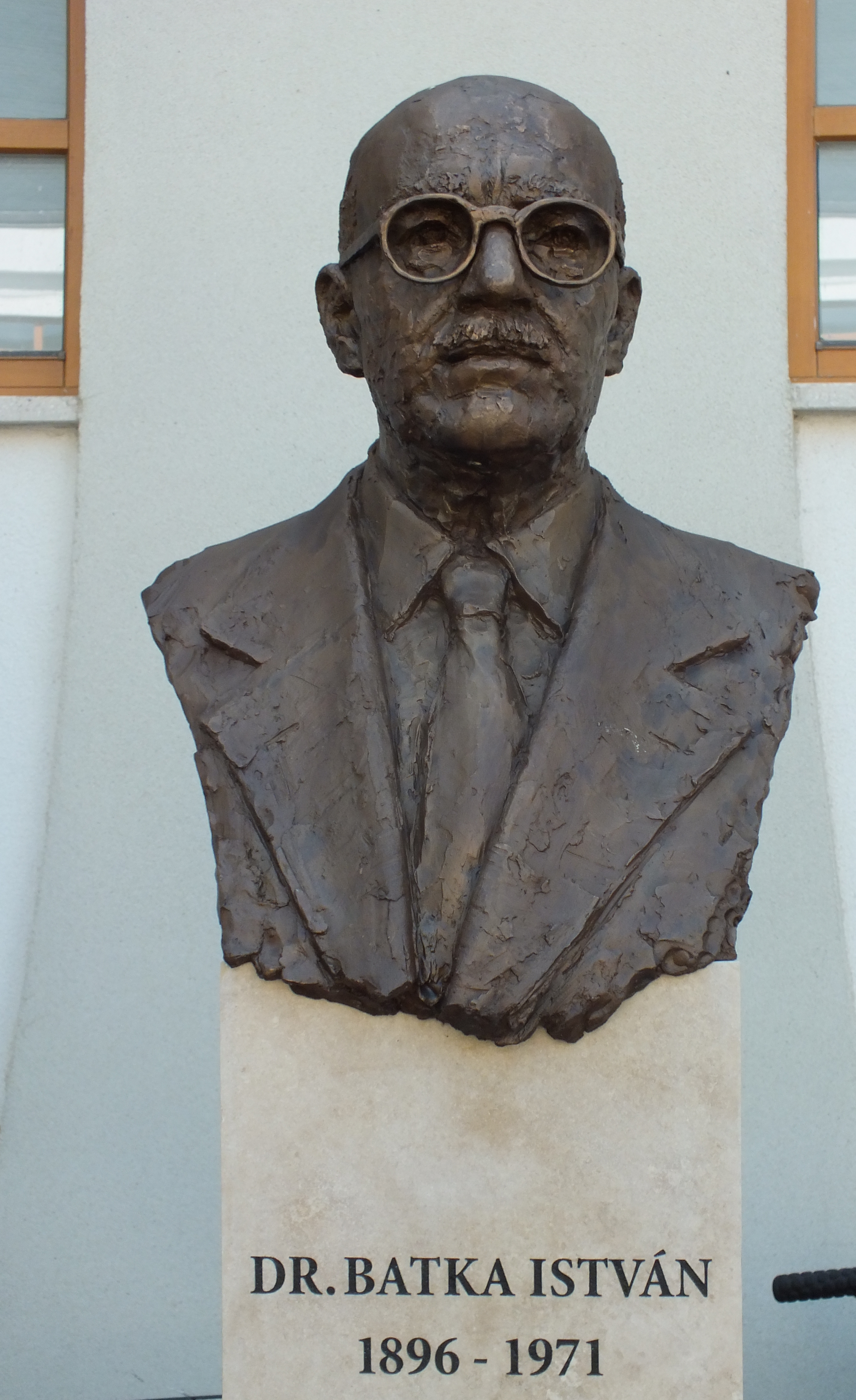
Batka István bronz portrészobra

Dr. Batka István reumatológus főorvos szobra Makón, a gyógy- és élményfürdő főbejárata mellett, a Belvárosban áll; a település legújabb köztéri szobra.
Batka István tevékenysége szerteágazó volt: megbecsült és kiváló diagnosztaként, a város iskolaorvosaként, nótaszerzőként, valamint az iskolatej-program ötletgazdájaként és elindítójaként is ismert. Kutatóorvosként pirokateint tartalmazó vöröshagyma-kivonatot állított elő, továbbá elévülhetetlen érdemeket szerzett a marosi iszap gyógyiszappá való nyilvánításáért folyó küzdelemben. Batka mind önállóan, mind társszerzőként jegyzett tanulmányokat a témában, kiharcolta a gyógyiszappá minősítést, valamint beindította a reumatológiai szakrendelést a városban.
Batka életében nem kapott hivatalos elismerést munkásságáért, az utókor azonban régóta akart emléket állítani neki. A város 2004 és 2007 közti időszakot lefedő szoborkoncepciójába bekerült egy őt ábrázoló alkotás, a városvezetés ekkor azonban még más tervek megvalósítását előrébb sorolta időben és fontosságban. 2012-ben végül eldőlt, hogy az egykori főorvos szobrot kap az új fürdőkomplexumban, vagy annak közvetlen közelében. A mészkő posztamensen álló ötnegyedes bronz portrészobor elkészítésével Kiss Jenő Ferenc makói szobrászt bízta meg a város, aki a Batkáról rendelkezésre álló fényképeket felhasználva törekedett a főorvos minél pontosabb és valósághűbb megjelenítésére. A szobrot 2014. május 9-én, a városnapi ünnepségek részeként leplezték le; avatóbeszédet Medgyesi Pál, a Makó Térségi Víziközmű vezérigazgatója mondott.